# Лебедское (Республика Алтай)
Лебедское — село в Турочакском районе Республики Алтай. Входит в Турочакское сельское поселение.

## География
Село расположено в северной части Республики Алтай на правом берегу реки Лебедь, в её нижнем течении, в 4-х километрах от административного центра — села Турочак.
Центральная часть населённого пункта расположена на высоте 310 метров над уровнем моря.
В селе 2 улицы: Береговая и Дачная.

## Население
| 2010 | 2011 | 2012 | 2013 | 2014 | 2015 | 2016 |
| ---- | ---- | ---- | ---- | ---- | ---- | ---- |
| 0    | →0   | ↗2   | ↗3   | →3   | →3   | ↘2   |

## Транспорт
В село Лебедское можно попасть по автодороге Бийск-Артыбаш, свернув налево перед мостом у села Усть-Лебедь (если ехать со стороны Бийска).